# Леопольд Фіґль
Слуга Божий Леопольд Фіґль (нім. Leopold Figl; 2 жовтня 1902, Руст, Нижня Австрія, Австро-Угорщина — 9 травня 1965, Відень, Австрія) — австрійський політик, член АНП, Федеральний канцлер Австрії у 1945-1953.

## Життєпис
З 1931 — віце-голова Фермерської ліги Нижньої Австрії, з 1933 — голова. За режиму Дольфуса увійшов до складу федеральної ради з економічної політики.
Після аншлюсу заарештований та відправлений до концтабору Дахау, в травні 1943 звільнений, працював нафтовим інженером, в жовтні 1944 знову заарештований, відправлений до Маутгаузену й у лютому 1945 приречений до страти за «державну зраду». Того ж року звільнений радянськими військами, організовував постачання жителів Відня продовольством.
14 квітня 1945 відновив Фермерську лігу й 17 квітня увійшов разом з нею до складу створеної АНП, став її віце-головою.
27 квітня став в. о. канцлера Нижньої Австрії й віце-канцлером.
Після проведення у грудні того ж року вільних парламентських виборів, на яких АНП здобула переконливу перемогу, сформував велику коаліцію із СПА, що проіснувала до 1966 року, і став Федеральним канцлером. 26 листопада 1953 Фігль пішов з посту канцлера і став міністром закордонних справ Австрії в уряді Юліуса Рааба, підписавши у цій якості Декларацію про незалежність Австрії.
У 1959 за підсумками парламентських виборів, що збільшили представництво соціалістів, новим міністром закордонних справ став член СПА Бруно Крайський. Фіґль був обраний головою нижньої палати парламенту (Національрат), а з 1962 став канцлером рідної Нижньої Австрії, займаючи цей пост до січня 1965.

## Беатифікаційний процес
У 2020 році розпочато його Беатифікаційний Процес.